# دانی جو براون
دانی جو براون (انگلیسی: Danny Joe Brown؛ ۲۴ اوت ۱۹۵۱ – ۱۰ مارس ۲۰۰۵) یک موسیقی‌دان اهل ایالات متحده آمریکا بود. وی بین سال‌های ۱۹۷۴ تا ۱۹۹۸ میلادی فعالیت می‌کرد.